# Iberadikbekje
Het iberadikbekje (Sporophila iberaensis) is een zangvogel uit de familie Thraupidae (tangaren). 

## Verspreiding en leefgebied
Nat laagland grasland in noordoost Argentina.

## Status
De grootte van de populatie is in 2024 geschat op 1500-10.000 volwassen vogels. Aangenomen wordt dat de aantallen achteruitgaan door habitatverlies. Op de Rode lijst van de IUCN heeft deze soort daarom de status gevoelig.